# Umsetzer
Ein Umsetzer ist ein Gerät, das eine Information in eine andere umsetzt. Die Form kann eine allgemeine Informationsform, Signal bzw. allgemeine Datenform sein. Beispiele sind Analog-Digital-Umsetzer, Konverter oder Kodierer. Viele als Wandler, Adapter oder Übertrager bezeichnete Geräte sind im engeren Sinn Umsetzer. Siehe dazu auch Transmission und Übersetzung (Technik). Es gibt verlustfreie und verlustbehaftete Umsetzer. Umsetzer sind oft reversibel (Irreversibilität), vollständig jedoch nur bei verlustfreier Umsetzung, z. B. digitaler Signalverarbeitung.

## Beispiele
- Analog-Digital-Umsetzer
- Digital-Analog-Umsetzer
- Messumsetzer
- UHF-Konverter
- Decoder
- Encoder
- Scan Converter